# Didier Squiban
Didier Squiban, né le 23 septembre 1959 à Saint-Renan (Finistère), est un compositeur et pianiste français, dont le répertoire se situe entre la musique traditionnelle bretonne, le jazz et la musique symphonique dite « classique ». Ces deux dernières formes d'expression sont fortement influencées chez l'artiste par sa source d'inspiration que sont la mer et la tradition bretonne, notamment par l'utilisation d'instruments spécifiques comme la bombarde, les thèmes traditionnels du Barzaz Breiz ou les danses bretonnes.
Sa participation à l'Héritage des Celtes de Dan Ar Braz est déterminante : rencontre avec Yann-Fañch Kemener et L'Oz Production d'où résultent trois albums. Il a écrit des œuvres pour ensembles : son Big Band Sirius, son collectif An Tour Tan, regroupant les plus grands instrumentistes de la musique bretonne contemporaine pour « Penn Ar Bed », musique officielle de l’événement maritime « Brest 96 », trois symphonies avec l'Orchestre de Bretagne. Il a joué en duo ou en trio avec Yann-Fañch Kemener, Manu Lann Huel, Simon Mary, Jean Popof Chevalier, Jérôme Kerihuel, Pascal Vandenbulcke, Alain Trévarin...
En 2023 il reçoit une Victoire de la Bretagne.

## Biographie

### La technique et le répertoire
Originaire de Ploudalmézeau au nord de Brest, fils d'une mère institutrice dans l'enseignement privé et d'un père coiffeur, il est scolarisé dans divers établissements catholiques : le petit séminaire de Pont-Croix, le collège Saint-François de Lesneven, le lycée de la Croix-Rouge à Brest. Il n'a que sept ans lorsque le curé de Ploudalmézeau lui fait faire ses premières gammes sur le clavier de l'église paroissiale. Convaincu des aptitudes du garçon, le prêtre le présente à un « vrai » professeur de musique, Pierre-Yves Moign, compositeur brestois qui lui donne des cours de piano. Cela lui permet de travailler à la fois la musique traditionnelle bretonne et la musique contemporaine, sur un premier piano à queue obtenu par l'intermédiaire d'un oncle, qui l'avait acheté pour un gala de Claude François à Ploudalmézeau. 
Vers l'âge de douze ans, il connaît sa seule période de découragement ; il abandonne son piano pendant six mois mais revient ensuite à son clavier de manière définitive. Durant sa première adolescence, il prend des cours particuliers avec Antoinette Keraudren, qui lui apprend conjointement le piano et l'orgue, lui permettant de se familiariser vite avec des répertoires très différents. Il travaille beaucoup en autodidacte et essaie de jouer le rock 'n' roll de l'époque.

### Jazzman
Indécis dans son choix d'études, il s'inscrit successivement dans cinq sections de préparation au bac : après trois semaines en seconde littéraire, il opte pour des études économiques, les quitte rapidement pour une seconde technologique puis passe en section mathématiques pour finir par obtenir un baccalauréat D, spécialisé en sciences de la vie, en 1978. Il n'entreprend des études musicales qu'à l'âge de seize ans, au conservatoire de Brest. Grand adolescent, il travaille à reproduire à l'oreille ce qu'il entend à la radio et se passionne un moment pour les Who, Pink Floyd, Weather Report, Creedence Clearwater Revival et surtout Jimi Hendrix, en qui il reconnaît un authentique génie, créateur d'un univers onirique audacieux. À 17 ans, il élargit sa passion au jazz, ses références dans ce domaine étant Keith Jarrett, Bill Evans, Miles Davis, John Coltrane ou Herbie Hancock. Il creuse cette forme musicale en analysant le langage de ses maîtres. Il s'intéresse aussi, dans les années 1970, au renouveau de la musique celtique et en particulier, à l'incontournable Alan Stivell. En 1977, il forme son big band « Sirius », orchestre de jazz régional, et obtient une reconnaissance des scènes brestoises et bretonnes. La formation a suffisamment de succès et de moyens pour être active pendant quatre ans.

### De l'enseignement à la scène
Ses études universitaires le mènent naturellement vers la faculté de musique de Rennes, puis dans une université parisienne. Avant d'obtenir sa licence, il enseigne à mi-temps comme professeur de musique au collège Saint-Joseph de Ploudalmézeau. Il obtient ensuite le CAPES. Il fit connaître ses talents en matière d'harmonisation, de variation et d'improvisation, ce qui le mena jusqu'à l'agrégation de musicologie en 1988 et au diplôme du conservatoire d'État. Au milieu des années 1980, il crée une section spécialisée en musique au lycée privé Fénelon à Brest, enseigne trois ans pour l'Éducation nationale puis démissionne de son poste en 1991 pour vivre de son art. 
Didier Squiban intègre la grande équipe de L'Héritage des Celtes, avec des collaborations remarquées en compagnie de Dan Ar Braz et Yann-Fañch Kemener, lors de la tournée. Le duo Kemener-Squiban fit des merveilles, ce qui incita les deux hommes à enregistrer les albums Enez-Eusa (vendu à 30 000 exemplaires, un succès important à l'échelle de la Bretagne) et Île-Exil. Cette formule de duo unique s'envole hors de la péninsule pour être applaudi en France (dont au Stade de France en 2002) et à l'étranger (Allemagne, Québec, Suisse, Pologne, Finlande). Tous deux seront à l'origine de la formation An Tour Tan (« le phare »), qui regroupera quelques grands noms de la scène bretonne. Cet ensemble édite son premier album, Pen-ar-Bed, lors des fêtes maritimes de Brest 96 et du grand spectacle présenté par le chef d'orchestre Squiban devant 30 000 personnes au port de Brest. L'aventure est reconduite pour le public parisien au Bataclan en 1998. 
À partir de 1998, il accompagne le chanteur Manu Lann Huel, qui chante notamment Léo Ferré, sur disque et sur scène. En 1999, il est invité par Gilles Servat pour une création à la fête de l'Humanité de Lanester avec Ronnie Drew et la Kevrenn Alre. Il rejoint également le projet Excalibur d'Alan Simon. Le spectacle est présenté le 13 juin 2000 au Palais omnisports de Paris-Bercy, en compagnie de Roger Hodgson (ex-Supertramp), Fairport Convention, Didier Lockwood, Tri Yann entre autres. 

### L'appel du large
Ses ancêtres étaient originaires de Molène, le premier album de sa trilogie pour piano sera donc enregistré dans l'église de cette île et porte le nom Molène. Une maison de disque, L'Oz Production, lui fournit, en mai 1997, la possibilité de marier ses trois centres d'intérêt : le musicien fait transporter son piano sur Molène, s'installe dans l'église de l'île et interprète dix-huit titres inspirés par la mer d'Iroise et la culture bretonne (emprunts au Barzaz Breizh) avec toujours sa part d'improvisations et ses variations où se mêlent des airs de Debussy et de jazz. Diffusé par Coop Breizh, l'album trouve le succès, avec plus de 100 000 exemplaires vendus en France et à l'étranger, lui permettant même de jouer en Allemagne et au Japon. La Bretagne est désormais au centre de ses œuvres, qu'il se produise en solo ou avec des formations diverses, comme en témoignent les titres de ses albums : Porz Gwenn (presqu'île de Plougastel-Daoulas), Rozbraz (port de Riec-sur-Bélon)... Ce qui ne l’empêche pas de s'ouvrir aux autres, en jouant devant 40 000 personnes au festival des Vieilles Charrues en 1998, concert marqué par la venue du chanteur suisse-allemand Stephan Eicher pour interpréter Enez Molenez dont les paroles sont écrites par Manu Lann Huel. Sa carrière lancée, Didier Squiban se produit désormais à l'étranger et joue ses symphonies avec l'Orchestre de Bretagne (Symphonie Bretagne en 2000, Symphonie Iroise en 2004, Symphonie Le Ponant en 2013). 

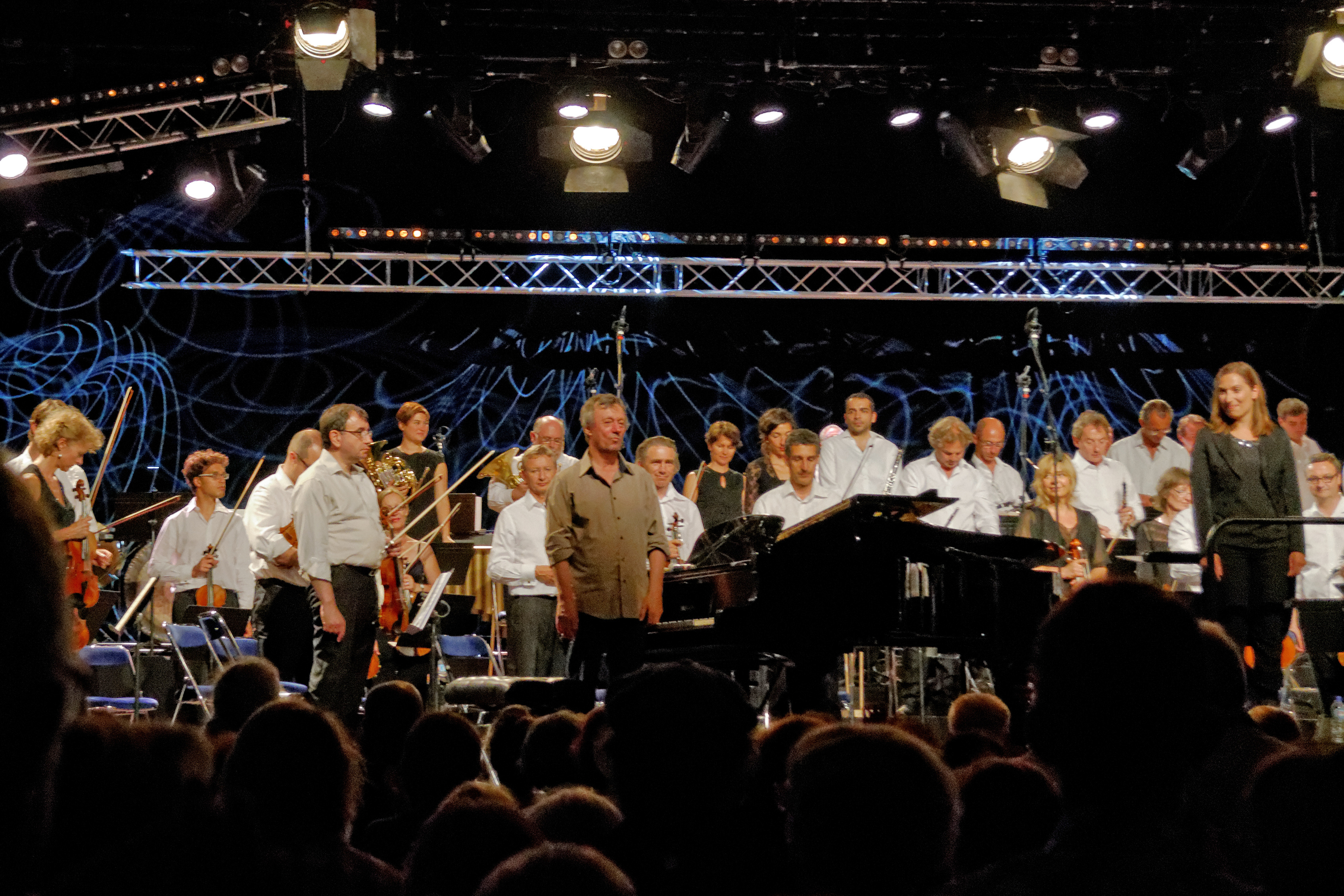
Représentation de la Symphonie N°3 Le Ponant avec l'Orchestre de Bretagne au festival de Cornouaille.

Il est désormais un artiste incontournable des festivals bretons et se produit régulièrement, depuis 1999, au Festival interceltique de Lorient qui a eu la primeur de certaines de ses œuvres, tout comme à Quimper (Cornouaille 1998, Liviou ar Vro). Dans un registre plus « intime », après son album Ballades, il enregistre un album au cours de la Tournée des Chapelles en 2004. Les thèmes maritimes, omniprésents dans l'œuvre de cet enfant de la côte, transparaissent sur l'album La plage en 2006. En 2008, Didier Squiban se rapproche du monde électro en collaborant avec le groupe brestois Sheer K, lauréat Jeunes Charrues en 2004. De leur rencontre naît Mesk (« Mélanges » en langue bretonne) et donne justement un mélange de celtique-jazz et d'électro-trip-pop. En 2013, avec Molène saison II, il offre 24 nouveaux préludes répartis en trois « saisons » : Impressions, Improvisations, Conversations.

## Discographie
Ses albums sont produits par le label L'OZ Production (en téléchargements sur le site) et distribués par Coop Breizh. Depuis 2012, ils sont produits par son propre label Dider production. Le photographe Michel Thersiquel est l'auteur des photos des livrets et jaquettes de la plupart des albums de Didier Squiban. Les images de Didier Squiban illustrant la jaquette de Concert Riec sur Belon 2006 sont des créations bénévoles de Pierre-Henri Berthezène. Les photos de Molène saison II sont signées Sébastien Hervé.
- 1990 : Tendances, album jazz enregistré en 1990, remastérisé en 2001
- 1992 : La Valse des Orvilliers, album valse avec Alain Trévarin (accordéon), réédition remasterisée 1997
- 1994 : Jazz à Vauban, album jazz enregistré en 1994, remastérisé en 2001
- 1995 : Bangor, album jazz avec la formation Sirius
- 1996 : An Tour Tan - Penn-Ar-Bed pour Brest 96
- 1997 : Live, album petite formation An Tour Tan, 12 titres
- 1997 : Molène[n 1], album piano solo 3 suites, enregistré dans l'église de l'île éponyme
- 1999 : Porz Gwenn[n 2], album piano solo 18 variations
- 2000 : Concert Lorient, album piano solo enregistré au Festival Interceltique
- 2000 : Symphonie Bretagne, album « classico-celtique »
- 2001 : Rozbras[n 3], album piano solo 12 « images », dernier volet de la trilogie, après Molène et Porz Gwenn
- 2003 : Ballades, album piano solo, 9 titres
- 2004 : Symphonie Iroise, album « classico-celtique »
- 2005 : Tournée des chapelles, album piano solo 12 titres, enregistré en 2004
- 2006 : La Plage, album en quartet « jazzo-celtique »
- 2006 : Concert Riec sur Belon 2006, un des concerts de la « Tournée des Chapelles 2006 », DVD enregistré en direct en août 2006
- 2009 : L'Estran, jazz Breizh Connection
- 2010 : Concert Mexico, Live jazz-blues enregistré en Trio le 27 novembre 2008 à Mexico, avec Jérôme Kerihuel
- 2011 : Adarre, avec Jérôme Kerihuel 11 titres
- 2012 : Cordes & lames, album valse avec Alain Trévarin (accordéon)
- 2013 : Molène Saison II, 24 préludes conçus en 3 saisons (7 impressions, 11 improvisations, 6 conversations)
- 2016 : Sonate en trio avec Bernard Le Dréau et Jérôme Kerihuel
- 2020 : Ydill

avec Yann-Fañch Kemener
- 1995 : Enez Eusa[n 4], album piano/chant 11 titres
- 1996 : Ile exil[n 5], album piano/chant 17 titres
- 2000 : Kimiad[n 6], album piano/chant 13 titres

Participations
Il a réalisé des musiques pour Océanopolis (films et vidéogrammes) et le Centre de Culture Scientifique et Technique de la Mer, des génériques pour France 3 (Banc Public, Météo Marine, Agence Iroise)... Il a enregistré sur de nombreux albums (pas tous listés ci-dessous).
- 1995 : En Concert de Dan Ar Braz et l'Héritage des Celtes
- 1996 : Pierre Lumière de Karnag
- 1997 : Bímís Ag Ol de Ronan Le Bars et Nicolas Quemener (piano et direction artistique)
- 1998 : Île-elle de Manu Lann Huel
- 2002 : Hocus Pocus de Perry Rose
- 2003 : Manu Lann Huel chante Léo Ferré de Manu Lann Huel (direction artistique, piano, arrangements)
- 2009 : Anne de Bretagne le Rock Opéra d'Alan Simon (2 CD dist. Rue Stendhal)
- 2011 : Noz an Nedeleg de Yann Raoul

Compilations
- 2001 : Trilogie pour piano (3 CD)
- 2009 : Bretagne
- 2007 : 1987 - 2007 Song for Armel (3 CD)
- 2019 : One for…  (3 CD)

DVD
- 2006 : Concert Riec-sur-Belon 2006, enregistré pendant la Tournée des Chapelles, agrémenté d'un documentaire sur l'artiste de 26 minutes intitulé Un piano dans chaque port.
- 2006 : Symphonie Iroise, enregistré au Festival de Cornouaille en 2004 à Quimper avec l'Orchestre de Bretagne (+ un documentaire de 15 minutes).